# Różyce Żmijowe
Różyce Żmijowe [pronunciación en polaco: /ruˈʐɨt͡sɛ ʐmiˈjɔvɛ/] es un pueblo ubicado en el distrito administrativo de Gmina Parzęczew, dentro del Distrito de Zgierz, Voivodato de Łódź, en Polonia central. Se encuentra aproximadamente a 7 kilómetros al noroeste de Parzęczew, a 24 kilómetros al noroeste de Zgierz, y a 32 kilómetros al noroeste de la capital regional Łódź.